# Stopa (anatomia)

Odnóże pająka. Stopa oznaczona numerem 7

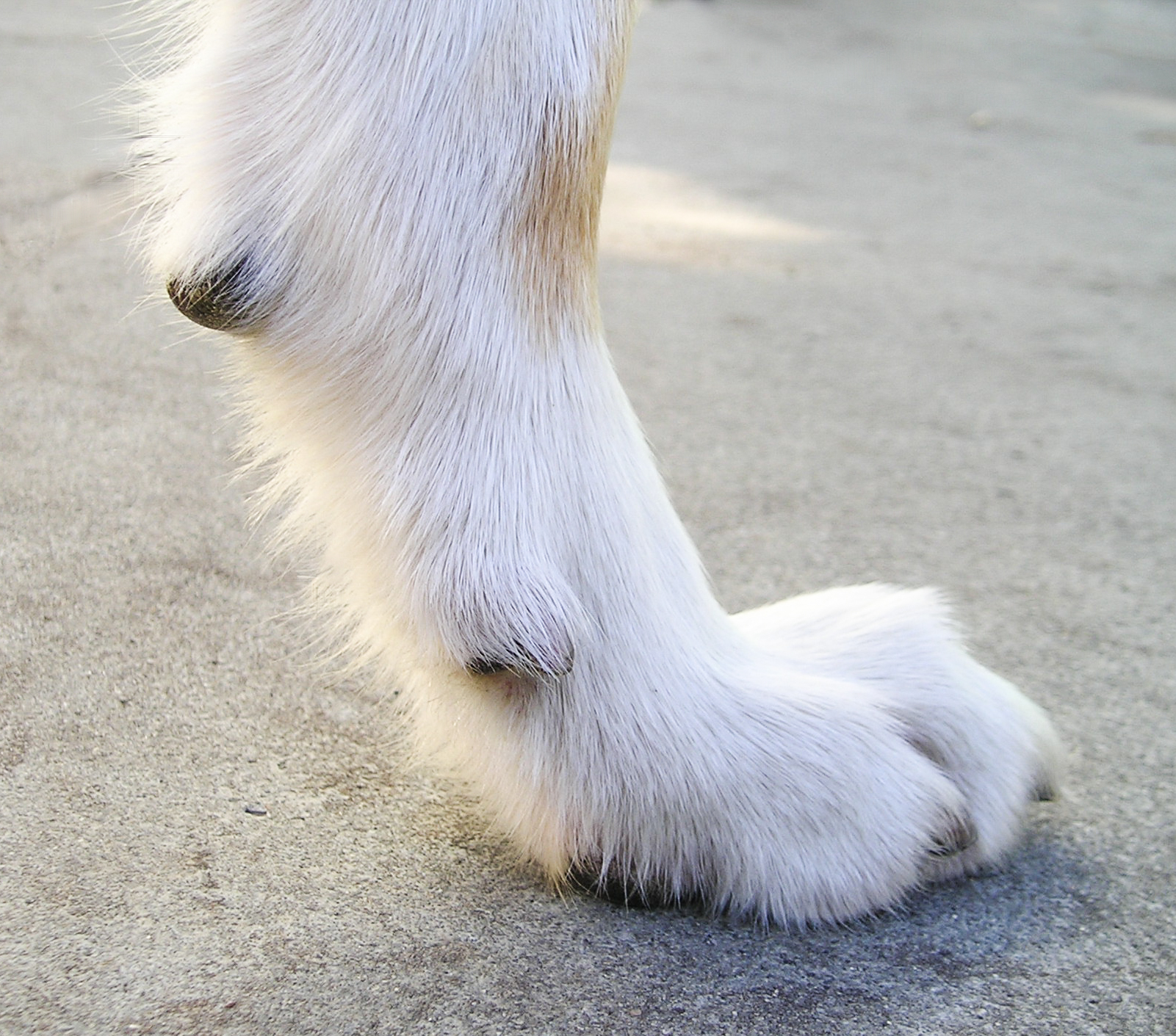
Stopa psa

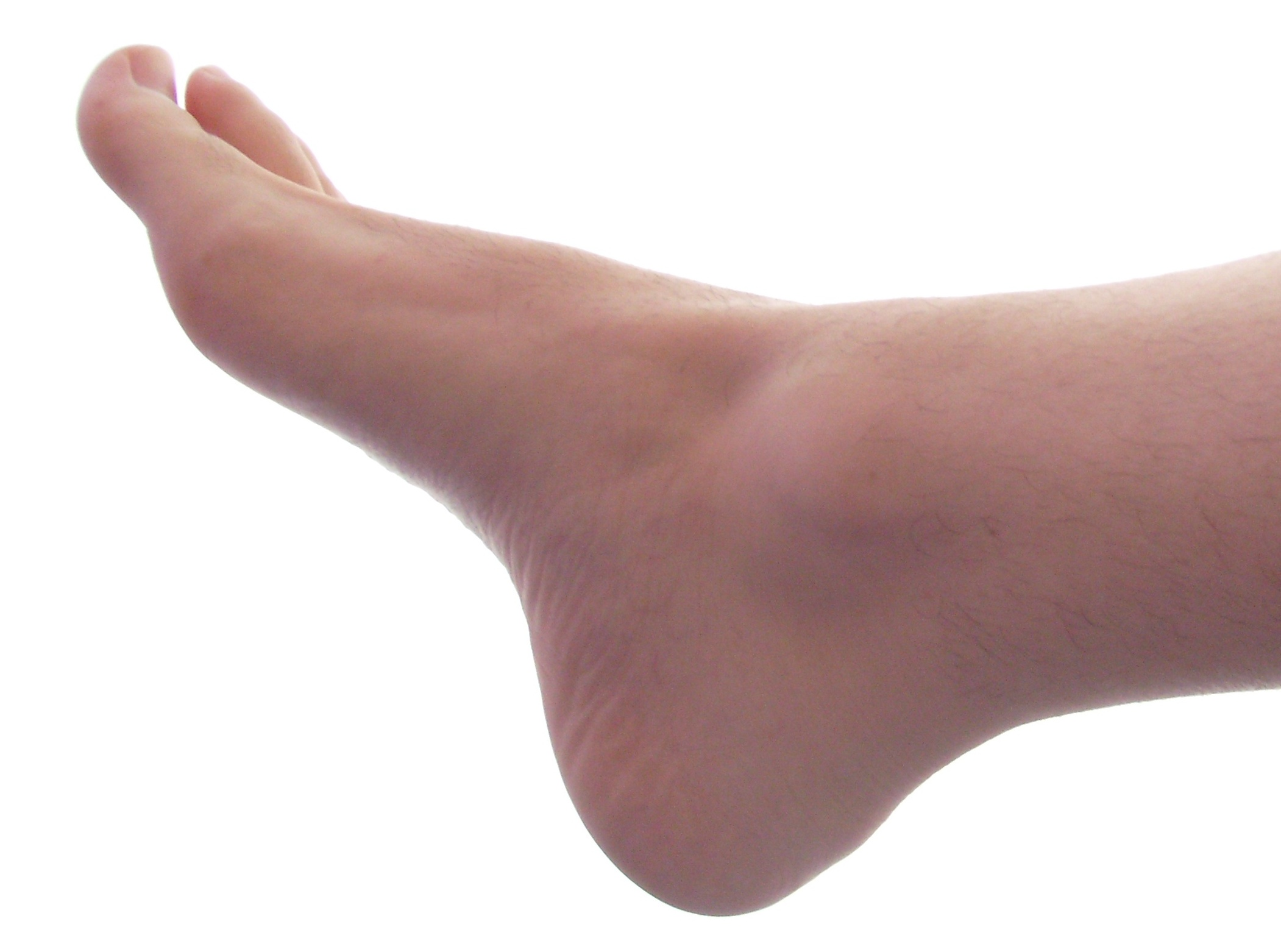
Stopa człowieka

Stopa – dystalna część kończyny, zwłaszcza kończyny miednicznej u wielu kręgowców oraz dystalna część odnóża jednogałęzistego u stawonogów.

## Stawonogi
Stopa (tarsus) występuje u grup o odnóżach jednogałęzistych i stanowi część telopoditu. Ogólnie leży między golenią a przedstopiem (praetarsus). Może być wtórnie podzielona na mniejsze człony zwane tarsomerami.
U pajęczaków stopa poprzedzona może być nadstopiem, jak ma to miejsce u tępoodwłokowców i pająków. Przedstopie jako część bardziej dystalna od stopy występuje u zaleszczotków i wielu roztoczy. U skorpionów stopa podzielona jest na basitarsus i tarsus. Więcej tarsomerów występuje u kapturców i większości kosarzy. Stopę podzieloną na dwa człony, basitarsus i telotarsus, mają także pareczniki.
Większość sześcionogów ma stopę podzieloną na od 2 do 5 tarsomerów. Prymitywne, jednoczłonowe stopy zachowały się w tej grupie u pierwogonków, niektórych skoczogonków i większości larw owadów skrytoskrzydłych.

## Kręgowce
U kręgowców różnice w budowie autopodium kończyny barkowej i miednicznej pojawiają się już gadów. W takim przypadku autopodium tej pierwszej określa się mianem ręki, a drugiej stopy.
Kościec stopy dzieli się na kości stępu, kości śródstopia i kości palców. Ich szczegółowe nazewnictwo różni się w poszczególnych grupach.
Budowa stóp ulega znacznym modyfikacjom w różnych grupach ssaków, w zależności od ich sposobu poruszania się.